# الجفير
الجفير هو حي في المنامة عاصمة مملكة البحرين. كان في الأصل قرية منفصلة مأهولة من قبل المسلمين الشيعة ولكن تم استيعابها من قبل التوسع في المنامة وتشمل أيضا أجزاء كبيرة من الأراضي المستصلحة من البحر.
يقع في المنطقة الكثير من الفنادق والمطاعم والشقق والفيلات. في الواقع فإن مساحة الأراضي البحرية المستصلحة يبلغ 2000 متر مربع إلى الشرق من المنامة.
يتم تشييد مباني سكنية وفنادق جديدة سنويا. أغلب سكان المنطقة من الأجانب أو الشباب البحريني. يوجد أكبر مسجد في البحرين وهو جامع أحمد الفاتح الذي يضم المكتبة الوطنية الجديدة.
أنشأت البحرية الملكية البريطانية ميناء ساحل الجفير بالقرب من قرية الجفير القديمة في 13 أبريل 1935. وفي عام 1950 استأجرت بحرية الولايات المتحدة مساحات مكتبية على متن ميناء ساحل الجفير من البريطانيين. في عام 1971 بعد انتهاء المعاهدة ومغادرة البريطانيين البحرين إثر منحهم الاستقلال التام للجزيرة جرى اتفاق ما بين الحكومة البحرينية والولايات المتحدة لتولّي زمام الأمور على الميناء حيث تحول بعدها إلى القاعدة البحرية الأمريكية البحرين.
تقع جميع المكاتب التابعة لوزارة الشؤون الإسلامية وديوان الخدمة المدنية وجمعية المهندسين البحرينية وجريدة بحرين تريبيون في الجفير. كما تقع كل من مدرسة البحرين ومدرسة المعارف الحديثة والمعهد الديني أيضا في الجفير.
هناك طريق تجاري جديد في منطقة الجفير (شارع الشباب) الذي يضم العديد من المطاعم ومنافذ البيع بالتجزئة مثل ماكدونالدز وتشيليز وناندوز وديري كوين وهارديز وستاربكس والأبراج وبرغر كينغ وغيرها بالقرب من مدخل منطقة الجفير كما يوجد هناك مبنى يسمى مركز مرجان للتسوق الذي يضم سوبر ماركت كبير ومطعم ومكتب البريد ومقهى.
يقع مركز دعم البحرية الأمريكية في الجفير. كما توجد نافورة معطلة بسبب تكلفة صيانتها العالية.